# Ceriana saundersi
Ceriana saundersi är en tvåvingeart som först beskrevs av Shannon 1925.  Ceriana saundersi ingår i släktet griffelblomflugor, och familjen blomflugor. Inga underarter finns listade i Catalogue of Life.